# Pteroceras philippinense
Pteroceras philippinense är en orkidéart som först beskrevs av Oakes Ames, och fick sitt nu gällande namn av Leslie Andrew Garay. Pteroceras philippinense ingår i släktet Pteroceras och familjen orkidéer.
Artens utbredningsområde är Filippinerna. Inga underarter finns listade i Catalogue of Life.